# Guatire (Venezuela)
Pour les articles homonymes, voir Guatire.
Guatire est le chef-lieu de la municipalité de Zamora dans l'État de Miranda au Venezuela.
Sa population est de 187 262 habitants selon le recensement de 2011, en croissance rapide car désormais dans l'agglomération de Caracas.
Le mot « Guatire » semble provenir d'un arbre indigène connue sous le nom de « aguatiri ». D'autres théories considèrent que signifie « terre rouge » (la terre de la ville est très argileuse) ou « Les gens du plateau » (le centre historique de la ville se trouve sur un plateau).